# Matthias Thumser
Matthias Thumser (* 24. září 1953, Hof) je německý historik.

## Životopis
Matthias Thumser studoval dějiny, germanistiku a geografii ve Würzburgu. V období 1981 až 1992 byl vědeckým pracovníkem a asistentem v Marburgu u Jürgena Petersohna. V roce 1986 promoval u Otty Meyera. Jeho habilitace proběhla v roce 1992 v Marburgu. V letech 1994 až 1997 byl vědeckým pracovníkem v Marburgu a Gießenu. Od roku 1997 je profesorem středověkých dějin na Freien Universität Berlin.
Jeho vědecká práce se týká především papežstvím ve středověku.

## Dílo
- Rom und der römische Adel in der späten Stauferzeit. Tübingen 1995, ISBN 3-484-82081-0.
- Hertnidt vom Stein (ca. 1427–1491). Bamberger Domdekan und markgräflich-brandenburgischer Rat. Karriere zwischen Kirche und Fürstendienst. Neustadt an der Aisch 1989, ISBN 3-7686-9103-9.
- Geschichtsschreibung im mittelalterlichen Livland. Berlín 2011, ISBN 978-3-643-11496-9.
- Studien zur Geschichte des Mittelalters. Jürgen Petersohn zum 65. Geburtstag. Stuttgart 2000, ISBN 3-8062-1448-4.
- Schriftkultur und Landesgeschichte. Studien zum südlichen Ostseeraum vom 12. bis zum 16. Jahrhundert. Köln u.a. 1997, ISBN 3-412-05697-9.